# Cuttino Mobley
Cuttino Rashawn Mobley (ur. 1 września 1975 w Filadelfii) – amerykański koszykarz grający w lidze NBA.
Wybrany w drugiej rundzie draftu 1998 przez Houston Rockets, grał tam przez sześć lat. Następne kluby Mobleya to: Orlando Magic (2004), Sacramento Kings (2004–2005), Los Angeles Clippers (2005–2008).
W sezonie 1999/2000 zajął drugie miejsce w głosowaniu na najlepszego „szóstego” zawodnika ligi NBA.
W środku grudnia 2008 zakończył sportową karierę (rutynowe badania w zespole New York Knicks wykazały u koszykarza wrodzoną wadę serca).

## Osiągnięcia
Na podstawie, o ile nie zaznaczono inaczej.
NCAA
- Uczestnik:
  - rozgrywek Elite 8 turnieju NCAA (1998)
  - turnieju NCAA (1997, 1998)
- Zawodnik roku Atlantic 10 (1998)[5]
- Lider konferencji Atlantic 10 w[6]: 
  - skuteczności rzutów wolnych (85,6% – 1998)
  - liczbie punktów (586 – 1998)

NBA
- Zaliczony do II składu debiutantów NBA (1999)[7]
- Uczestnik:
  - Rising Stars Challenge (2000)
  - konkursu rzutów za 3 punkty (2004)
- Zawodnik tygodnia (18.03.2001)